# Леонтьев, Евгений
Евгений Леонтьев (род. 13 сентября 1964) — советский и российский легкоатлет, специалист по бегу на средние и длинные дистанции, кроссу и марафону. Выступал в 1987—2001 годах, победитель и призёр первенств всесоюзного значения, участник чемпионата мира в помещении в Севилье и чемпионата мира по кроссу в Ставангере. Представлял Уфу и Кисловодск.

## Биография
Евгений Леонтьев родился 13 сентября 1964 года.
Впервые заявил о себе в сезоне 1987 года, когда в беге на 3000 метров одержал победу на соревнованиях в Сочи и в беге на 5000 метров выиграл серебряную медаль на Мемориале братьев Знаменских в Москве.
В 1988 году в 3000-метровой дисциплине стал бронзовым призёром на международном турнире в Валенсии, финишировал шестым на международном турнире в Портсмуте.
В 1989 году выступил на чемпионате мира по кроссу в Ставангере, принимал участие в экидене в Нью-Йорке, был шестым на Мемориале Знаменских в Волгограде и седьмым на международных соревнованиях в Бирмингеме. На чемпионате СССР в Горьком завоевал бронзовую награду в беге на 5000 метров.
В 1990 году участвовал в матчевой встрече со сборными США и Японии в Иокогаме, стартовал в 10-километровом шоссейном пробеге в Де-Мойне, финишировал пятым на Мемориале Знаменских в Москве.
В 1991 году в беге на 3000 метров выиграл серебряную медаль на зимнем чемпионате СССР в Волгограде. Благодаря этому успешному выступлению вошёл в основной состав советской сборной и удостоился права защищать честь страны на чемпионате мира в помещении в Севилье — на предварительном квалификационном этапе показал результат 7:56.68, чего оказалось недостаточно для выхода в финальную стадию.
После распада Советского Союза Леонтьев выступал на шоссейных коммерческих стартах в Европе, преимущественно во Франции. Так, в 1992 году с результатом 2:19:35 он занял 36-е место на Парижском марафоне, в 1994 году с личным рекордом 2:18:43 финишировал 17-м на марафоне Пюто, в 1996 году с личным рекордом 1:04:23 одержал победу на полумарафоне в Марселе. Завершил спортивную карьеру по окончании сезона 2001 года.